# Edmondo Solmi
Edmondo Solmi (Finale Emilia, 1874 – Spilamberto, 1912) è stato uno storico e storico della filosofia italiano.

## Biografia
Dopo gli studi all'Istituto di studi storici di Firenze e all'Università di Bologna, fu professore di Filosofia a Mantova e al Liceo Gioberti di Torino. Insegnò poi Storia della filosofia presso l'Università degli Studi di Torino dal 1908 al 1910 e all'Università degli Studi di Pavia dal 1910 al 1912.
Fu un apprezzato studioso della filosofia del Rinascimento e del Seicento, con numerosi contributi su Leonardo da Vinci e Tommaso Campanella, e del pensiero politico del Risorgimento, in particolare di Giuseppe Mazzini e Vincenzo Gioberti.

## Opere
- Studi sulla filosofia naturale di Leonardo da Vinci: gnoseologia e cosmologia, Modena, Vincenzi, 1898.
- Introduzione a T. Campanella, La città del sole, Modena, Rossi, 1904.
- Nuovi studi sulla filosofia naturale di Leonardo da Vinci: il metodo sperimentale, l'astronomia, la teoria della visione, Mantova, G. Mondovì, 1905.
- Frammenti letterari e filosofici, Leonardo da Vinci, Firenze: G. Barbera, 1908.
- Appunti di storia della filosofia, Torino, Viretto, 1910.
- Leonardo da Vinci. Conferenze fiorentine, Milano, Treves, 1910.
- Leonardo. 1452-1519, Firenze, Barbera, 1923.
- Scritti vinciani, Firenze, La Voce, 1924.